# ハッピーアドベンチャー
ハッピーアドベンチャー（英語: Happy Adventure）は、カナダ・ニューファンドランド・ラブラドール州のイーストポート半島に位置する港町。人口は187人（2023年推計）。
しばし珍地名に挙げられる。

## 名前
村の名前の由来は諸説あり、中でも次の2つ伝説が広まっている。
- 17世紀の海賊ピーター・イーストン（英語版）の旗艦「ハッピーアドベンチャー」から名付けられた説。フランス海軍から追われていたイーストンはハッピーアドベンチャーの入り江に身を隠した。イーストンは海図にハッピーアドベンチャーのことを書き記しているが、この「ハッピーアドベンチャー」がどこなのかは判明していない。
- イギリス海軍の水路測量士ジョージ・ホルブルックが命名した説。ホルブルックは1817年にニューマンサウンドを調査し、嵐の際にはハッピーアドベンチャーの入り江の1つに避難していた。

町に正式に人が定住したのは1710年である。

## 地理
ハッピーアドベンチャーは、地元ではアッパーコーブ、リトルサンディコーブ、ロワーコーブ（パウエルズコーブとして知られる小さな入り江も含む）として知られる3つの入り江で構成されている。
ホエールウォッチングのスポットとして知られる。

## 住民
2021年国勢調査によると人口は118人で、2016年の人口から41%減少した。

## 交通
- ニューファンドランド・ラブラドール州道310号線（英語版）